# Raymond Ruyer

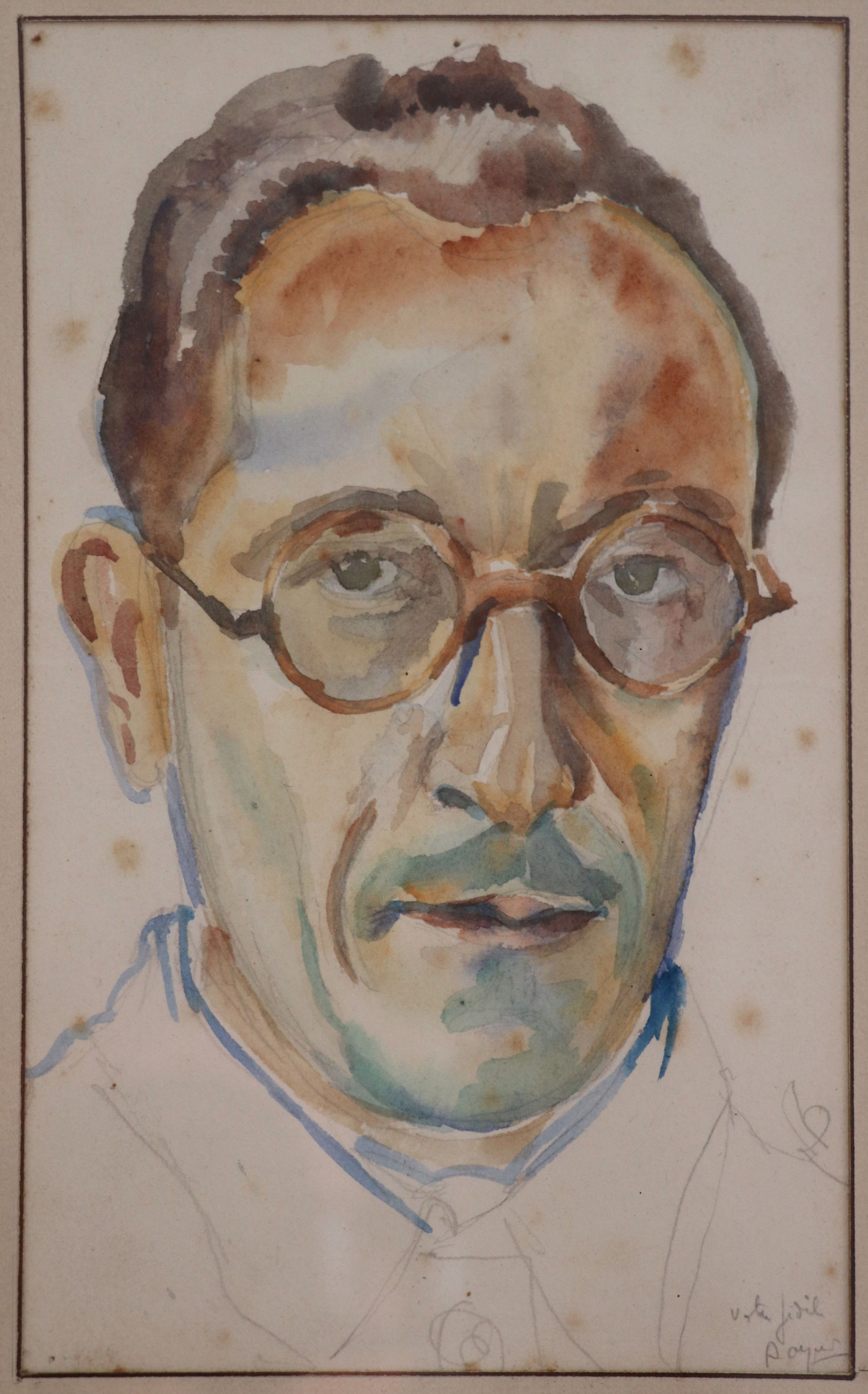
Autoportrait à l'aquarelle fait en camp de prisonniers entre 1940 et 1945

Raymond Ruyer, né le 13 janvier 1902 à Plainfaing (Vosges) et mort le 22 juin 1987 à Nancy, est un philosophe français du XXe siècle. Formé à l'École normale supérieure de la rue d'Ulm, ce montagnard vosgien, tôt orphelin de père, est devenu, à son retour de guerre et de captivité, professeur de philosophie à l'université de Nancy. Son œuvre traite de philosophie des sciences : celle de la physique quantique, de la biologie, de la psychologie et de la cybernétique principalement, à partir desquelles il édifie un système de métaphysique finaliste qu'il retravaille tout au long de sa vie. Ruyer s'est également intéressé à la gnose et aux phénomènes « métapsychiques ».

## Biographie
Raymond Ruyer naît en 1902 à Plainfaing, dans une famille alsacienne qui vit dans les Vosges. Le Dictionnaire des Vosgiens célèbres nous apprend que Raymond Ruyer est le fils de Charles-Joseph Ruyer et Élisabeth Durr. Son père est menuisier ébéniste. Raymond le perd lorsqu'il a deux mois. De 1913 à 1917, il est interne à Épinal, à l'institution Saint-Joseph, puis, il va au lycée Lakanal de Sceaux. Il est reçu premier au concours d'entrée à l'École normale supérieure, où il fait ses études de 1921 à 1924. Il est reçu cinquième à l'agrégation de philosophie.
Ruyer se marie avec Jeanne-Marie Larretgère en 1926. Ils ont deux enfants (Bernard et Dominique). En 1930, Ruyer soutient sa thèse de doctorat, Esquisse d'une philosophie de la structure (principale) et L'humanité de l'avenir d'après Cournot (complémentaire).
En 1939, il est mobilisé pour la Seconde Guerre mondiale. Il est fait prisonnier en 1940 et interné pendant cinq ans dans l'Oflag XVII-A en Autriche. Il y participe à l'université créée avec le biologiste Étienne Wolff, le mathématicien Jean Leray et le géologue François Ellenberger. Il y rédige les Éléments de psychobiologie, livre publié en 1946.
Lors de son retour en France, il est nommé professeur de philosophie à Nancy (faculté de Lettres) en 1947. Il y reste jusqu'à sa retraite en 1972. Il pratique la métaphysique et y est d'abord qualifié de matérialiste en raison de son ouvrage Éloge de la société de consommation paru en 1969. Pourtant, dans l'un de ses ouvrages majeurs, Néo-finalisme paru en 1952, Ruyer fait la critique des philosophies matérialistes et mécanistes, et se rallie plutôt à une forme de panpsychisme.
Selon Sylvie Leclerc-Reynaud, le cheminement philosophique de Ruyer connaît schématiquement trois étapes. D'abord sa thèse en 1930, dans laquelle Ruyer propose une « vaste philosophie du monde » de nature mécaniste. Puis, de 1937 (parution de La Conscience et le Corps) à 1950, Ruyer oriente sa philosophie vers une notion de « formes vraies », qui rompt avec la philosophie mécaniste devenue pour lui trop étroite. Enfin, à partir de 1950, Ruyer étudie la cybernétique de Wiener et la théorie de l'information de Shannon et Weaver, et propose sa propre philosophie de l'information et du « survol absolu » (étudié dans Néo-finalisme notamment). Ruyer passe alors définitivement d'une philosophie dérivée du mécanisme à une philosophie finaliste.
En avril 1971, il cosigne l'« appel aux enseignants » lancé par l'Institut d'études occidentales après la démission de Robert Flacelière de la direction de l'École normale supérieure.
À partir de 1978, il appartient au comité de patronage de Nouvelle École.
Il écrit un volume de Souvenirs en 1985 et son œuvre d'aquarelliste fait l'objet d'une exposition à Nancy en 1985.
Ses proches et ses étudiants notent son humour fin et bienveillant. Gisèle Georges, une de ses anciennes étudiantes, raconte qu'« il lui arrivait de glisser dans un exposé d'une parfaite clarté quelque phrase incompréhensible ou saugrenue avant d'observer, mi-malicieux, mi-déçu, ses auditeurs occupés à la transcrire imperturbablement ». Il est inhumé à Plainfaing.

## Philosophie

### Le domaine du trans-spatial

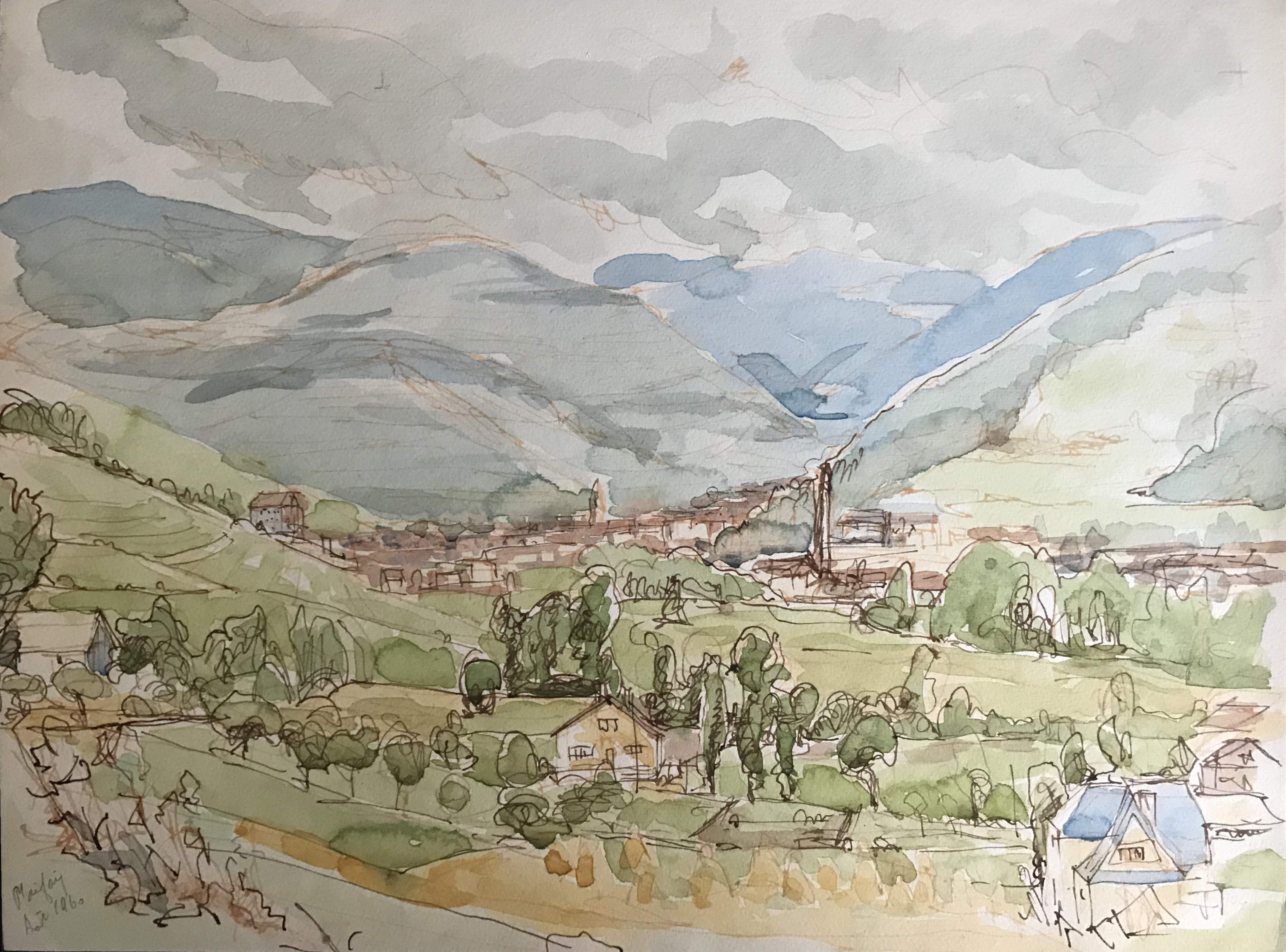
Aquarelle de Raymond Ruyer, représentant Plainfaing (Vosges), son village natal.

Raymond Ruyer s'intéresse tout spécialement à la physique quantique, à la biologie, à la psychologique et à la cybernétique. Il en tire une métaphysique qu'il dit être une nouvelle version du panpsychisme.
Pour Ruyer, l'étude de la biologie, en particulier de l'embryologie expérimentale, révèle l'existence de régions inobservables de mémoire spécifique et typique, de thèmes actifs et formatifs en conjugaison avec des localisations strictes dans l'espace-temps du code génétique. Des formes spécifiques comme les instincts formatifs et les comportements nécessitent également le domaine du « trans-spatial », non localisable dans l'espace-temps de la physique.
Considérant la genèse interne par embryogenèse et le comportement des organismes comme un tout d'action structurée et structurante, Ruyer s'oppose à ce que toutes les formes de vie, de l'amibe à l'homme, ne relèvent que du seul mécanisme. Selon lui, le mécanisme apte à décrire un présent spatio-temporel au moment de l'effectuation ou actualisation matérielle est toujours subordonné, encadré. Il relève de l'espace et du temps, quatrième dimension de la physique. Le mécanisme, comme le monde physique, ne serait rien sans une organisation d'êtres vrais, caractérisée par ses liaisons informantes qui engendrent ou laissent à son tour des liaisons conservatrices.

### La délimitation du mécanisme
Ruyer pense qu'il est insuffisant d'appliquer et de généraliser la causalité mécanique à l'existence, c'est-à-dire à la création et au développement de la vie hors du stade de l'automatisme et de l'actualisation mécanique. Selon lui, un biopsychisme trans-spatial sous forme de montages anticipateurs ou renouvelés enveloppe la vie de tout organisme et guide son comportement interne et externe : au métabolisme biochimique des sucres correspond, tôt ou tard, sous une forme peut-être plus vague, une appétence de l'animal pour le sucré. Au-delà du montage bio-psychique, apparaît un agent individuel et volontaire qui continue le domaine du trans-spatial et intemporel, à la fois fournisseur spécialisé et offertoire en partie accessible de thèmes, d'essences, d'idéaux, de sens et de valeurs. Il existe une axiologie invisible, niée par les tenants de la pensée mécaniste.  
Les individualités élémentaires de la physique ne sont pas des choses ou des structures inertes, mais des formations actives, des actions irréductibles à un fonctionnement selon une structure. L'atome se comporte tel un être vrai en activité, caractérisé par des incessants mouvements intrinsèques définis par les lois quantiques, activité de liaison incessante à l'origine du maintien de sa forme ou de sa participation à des structures collectives ayant elle-même une forme, des mouvements et des configurations. Un atome ou une molécule caractérisée par une axiologie trans-spatiale et intemporelle, qui porte une identité et recèle donc une dimension génératrice d'information, est en ce sens une individualité vraie par opposition aux amas ou foules diverses, agrégats ou mélanges. Une vraie entité particulaire n'a qu'une fonction connue sur le plan de l'existence. Elle ne fait qu'actualiser son existence. On comprend que les variations d'énergie, intrinsèquement liées aux temps propres, constituent une source possible de mesure du temps, ainsi l'horloge atomique.
Les individualités microphysiques, caractérisées par des liaisons vraies et des informations liantes, sont des sources d'information et de structuration, aussi primaires qu'un champ de conscience avec lequel s'effectue un survol absolu. 
L'eau, un corps pur, dans la pratique composé d'un très grand nombre de molécules d'eau similaire dans une phase déterminée, est facilement caractérisé alors qu'un nuage, un brouillard ou la mousse n'est pas un être vrai. C'est pourquoi un atome ou une molécule, caractérisé par une carte d'identité physico-chimique, peuvent être identifiables par des techniques de spectroscopie.

### L'encadrement des êtres
Comment encadrer un être, se demande Ruyer, soucieux d'une taxinomie minimaliste ?
Deux cadres descriptifs, le premier fondamental et le second dérivé existent :
I. Une individualité x ( il faut préciser : particule, atome, molécule, virus, organisme, association ou société organique...) maintient ou développe activement un certain état ou forme  « conforme à un type spécifique ou idéal ».
II. Un amas tend automatiquement vers un état d'équilibre maximal.
Partant d'une exploration du second encadrement, bien développé avec les savants du siècle industriel utilisant le bilan d'énergie, par le développement des calculs statistiques, Ludwig Boltzmann a pu valider les lois macroscopiques de la thermodynamique. Mais ce faisant, sa quête de précision l'a conduit à redécouvrir la nécessité de l'hypothèse atomique. Sur le terrain de la chimie, les pionniers qui ont ouvert les perspectives les plus prometteuses ont été les plus en conformité avec le premier encadrement, suscitant des critiques.
Le mouvement, d'après la mécanique ondulatoire, est propagation, et non pas transport matériel. L'étude capitale de la physique, c'est d'abord la manière de se propager, le mouvement permet la propagation de l'information et la formation, sorte d'autocanalisation par invention, de la liaison informante et structurante. Le corps mobile dans l'espace ou la consistance matérielle du mobile n'est qu'une apparence en mécanique quantique.

### L’Éloge de la société de consommation
Ruyer s'oppose au marxisme des années 60 et défend l'économie de marché, dans son Éloge de la société de consommation paru en 1969. Il critique l'hypertrophie de l’État, de la culture, des intellectuels et du secteur tertiaire. Il soutient que l'exploitation n'est pas le fait du capitalisme et des capitalistes mais de l’État, de son administration et de sa puissance. Ruyer s'inscrit ainsi dans le courant du libéralisme. Pour Ruyer, le choix entre les produits de consommation est une sorte de vote. Il assimile à un « comportement utopique » la lutte contre la société de consommation.

## Ruyer lecteur de la philosophie analytique
Ruyer est très familier de la philosophie analytique naissante, et surtout de la seconde partie des Investigations philosophiques de Ludwig Wittgenstein, après que ce dernier eut définitivement abandonné sa prime posture de logicien positiviste. Il est manifestement faux de classer Ruyer parmi les assidus de Bertrand Russell ou de Georges Moore, philosophes proches des écrivains et artistes de Bloomsbury et du modernisme littéraire anglo-saxon.[réf. nécessaire]
Ruyer ne s'inscrit nullement dans le prolongement du positivisme du XIXe siècle qu'il trouve fallacieux. Il est moderne par sa méfiance toute wittgensteinienne envers les fausses grandeurs et affirmations philosophiques[réf. nécessaire]. Il l'est surtout parce ce qu'il a suivi le bouleversement des sciences à partir de 1905. Il a lu les physiciens Louis de Broglie, Werner Heisenberg, Arthur Eddington. Il a suivi l'évolution de la physique, de la chimie quantique, ainsi que de nombreuses techniques, tout en critiquant parfois les postulats des précurseurs de la cybernétique Norbert Wiener, John von Neumann, Bigelow, V. Bush, Mac Culloch, W. B. Cannon. Il a également suivi les principaux courants de la psychologie.

## Œuvres et principaux articles
- Esquisse d'une philosophie de la structure (Presses Universitaires de France, 1930).
- L'Humanité de l'avenir d'après Cournot (Presses Universitaires de France, 1930).
- La Conscience et le Corps (Presses Universitaires de France, 1936 puis Alcan, 1937 ; réédité chez Vrin, 2020).
- « Le psychologique et le vital », Bulletin de la Société française de Philosophie, novembre 1938.
- Éléments de psycho-biologie (Presses Universitaires de France, 1946).
- Le Monde des valeurs (Aubier, 1947).
- L'Utopie et les Utopies (Presses universitaires de France, 1950).
- Raymond Ruyer, « L'action à distance d’après la science contemporaine », Revue Métapsychique, no 16,‎ 1951, p. 183-196 (lire en ligne, consulté le 25 août 2016).
- Raymond Ruyer (préf. Fabrice Colonna), Néo-finalisme, Paris, Presses universitaires de France, coll. « MétaphysiqueS », 2012 (1re éd. 1952), 296 p. (ISBN 978-2-13-059509-0).
- La Cybernétique et l'Origine de l'information (Flammarion, Bibliothèque de philosophie scientifique, 1954 ; édition révisée et complétée dans la collection Science de la nature en 1968).
- La Genèse des formes vivantes (Flammarion, Bibliothèque de philosophie scientifique, 1958 ; réédité après révision et complément sous le titre L'origine des formes vivantes, collection Science de la nature, 1967).
- Philosophie de la valeur (Armand Colin, 1952).
- L'animal, l'homme, la fonction symbolique (Gallimard, L'avenir de la science, 1964).
- Paradoxes de la conscience et limites de l'automatisme (Albin Michel, Les savants et le monde 1966).
- Éloge de la société de consommation (Calmann-Lévy, 1969).
- Dieu des religions, Dieu de la science (Flammarion, 1970).
- « Finalité », in Encyclopaedia Universalis, Corpus 9, Paris, 2002, article préservé, rédigé pour l'édition 1970.
- Les nuisances idéologiques (Calmann-Lévy, 1972).
- La Gnose de Princeton (Fayard, 1974 et « Pluriel », 1977).
- Préface à Un enfant dans la guerre de Christian Bareth (éd. Fleurent, 1974).
- Les Nourritures psychiques (Calmann-Lévy, 1975).
- Les Cent prochains siècles (Fayard, 1977).
- Homère au féminin ou La jeune femme auteur de l'Odyssée (Copernic, 1977).
- L'Art d'être toujours content (Fayard, 1978).
- Le Sceptique résolu (Robert Laffont, 1979).
- Souvenirs -1- Ma famille alsacienne et ma vallée vosgienne (Vent d'Est 1985).
- L'Embryogenèse du monde et le Dieu silencieux, manuscris nepublicat, Université de Nancy, 1983-1987, publié de façon posthume par, Klincksieck, Paris, 2013.
- L'Esprit métaphysique, textes réunis et présentés par Fabrice Colonna (Presses Universitaires de France, 2024).

## Distinctions
- Officier de la Légion d'honneur[19]
- Commandeur de l'ordre national du Mérite[19]
- Commandeur de l'ordre des Palmes académiques[19]